# Gymnophiura chuni
Gymnophiura chuni är en ormstjärneart som beskrevs av Paul E. Hertz 1927. Gymnophiura chuni ingår i släktet Gymnophiura och familjen fransormstjärnor. Inga underarter finns listade i Catalogue of Life.